# Киршнер, Лола
Ло́ла Ки́ршнер (нем. Aloisia "Lola" Kirschner; 17 июня 1854, Прага — 10 февраля 1934, Замок Косатек, Чехословакия) — немецкая романистка, известная под псевдонимом Ossip Schübin.
Киршнер много путешествовала; её романы — «Ehre», «Gloria victis», «Unter uns», «Boris Lensky», «Finis Poloniae» и многие другие — рисуют жизнь различных стран и отличаются стремлением к реализму. С конца 1880-х стали появляться, преимущественно в иллюстрированных журналах, русские переводы произведений Лолы Киршнер.
Похоронена на кладбище Малвазинки в Праге.